# Niki Xanthou
Niki Xanthou (in greco Νίκη Ξάνθου?; Rodi, 11 ottobre 1973) è un'ex lunghista greca.

## Palmarès
| Anno | Manifestazione          | Sede       | Evento         | Risultato | Prestazione | Note                                     |
| ---- | ----------------------- | ---------- | -------------- | --------- | ----------- | ---------------------------------------- |
| 1995 | Mondiali indoor         | Barcellona | Salto in lungo | 9ª        | 6,51 m      |                                          |
| 1997 | Giochi del Mediterraneo | Bari       | Salto in lungo | Oro       | 6,72 m      | Record dei Giochi                        |
| 1997 | Mondiali                | Atene      | Salto in lungo | Argento   | 6,94 m      | Miglior prestazione personale stagionale |
| 2002 | Europei indoor          | Vienna     | Salto in lungo | Oro       | 6,74 m      |                                          |

## Altre competizioni internazionali
1998
- Bronzo ai Goodwill Games ( Uniondale), salto in lungo - 6,84 m w